# ضريح حمد الله مستوفي

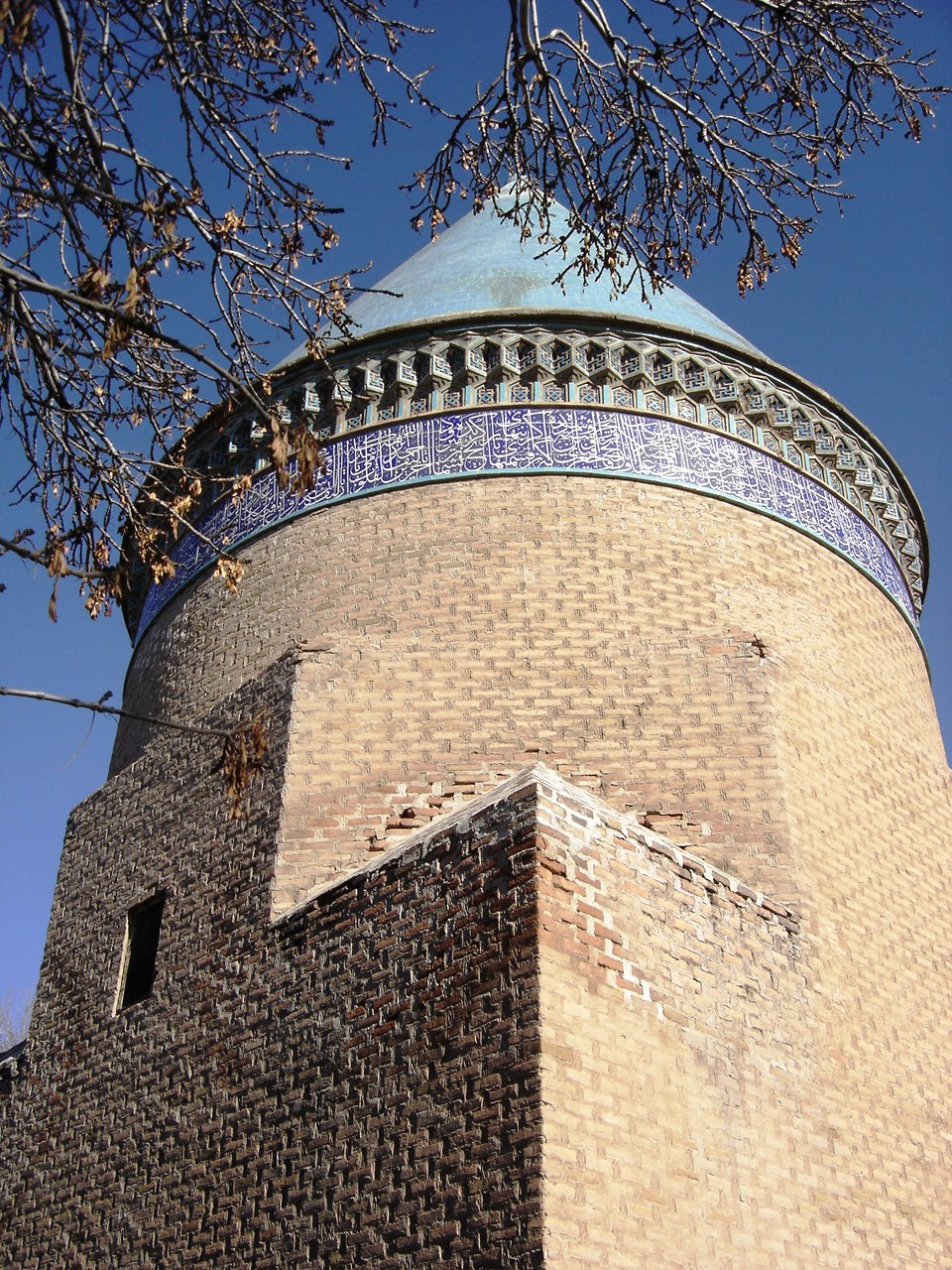
ضريح المستوفي بقزوين.

ضريح حمد الله مستوفي (بالفارسية: آرامگاه حمدالله مستوفی) هي ضريح تقع شرق مدينة قزوين الإيرانية.
مساحة المقبرة 380 متر مربع 30 متر منها هو بناء البرج والباقي ساحة المقبرة. كتب على القبر بخط كوفي شرح مختصر لحياة المستوفي تقول «حمدالله مستوفى مؤلف ظفرنامه، التاريخ المنتخب، نزهة القلوب، العالم الكبير في القرن الثامن الهجري».